# پائولو بئاتریزوتی
پائولو بئاتریزوتی (انگلیسی: Paolo Beatrizzotti؛ زادهٔ ۳ نوامبر ۱۹۹۲) بازیکن فوتبال اهل ایتالیا است.
از باشگاه‌هایی که در آن بازی کرده‌است می‌توان به باشگاه فوتبال پارما اشاره کرد.